# Cargiaca
Cargiaca est une commune française située dans la circonscription départementale de la Corse-du-Sud et le territoire de la collectivité de Corse. Le village appartient à la piève de Tallano, en Alta Rocca.

## Géographie

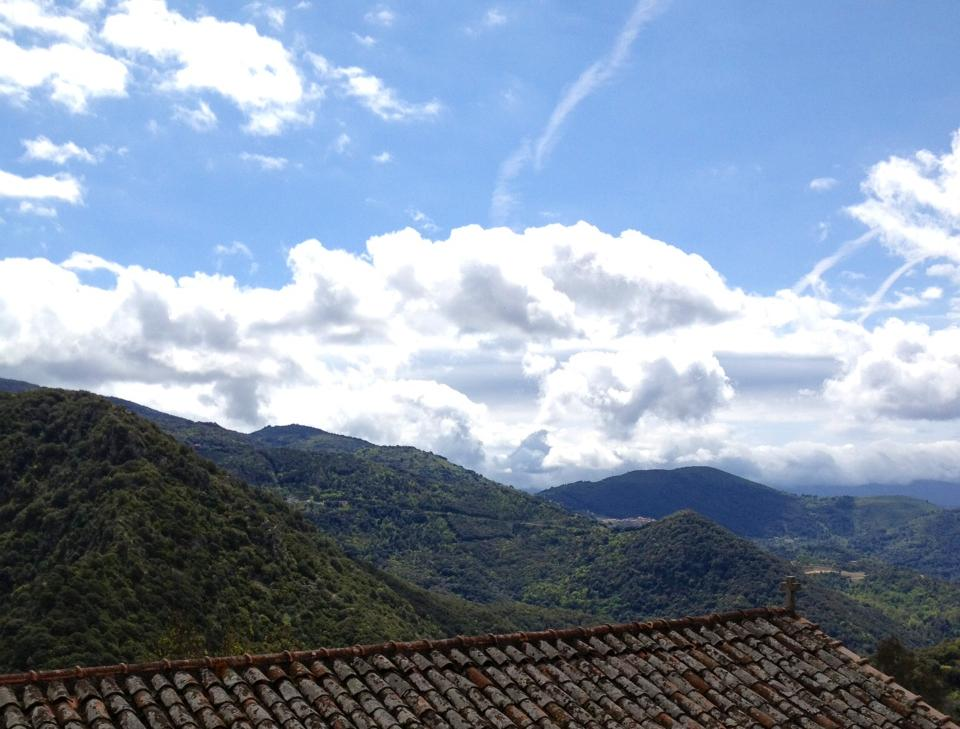
La vallée de Cargiaca

La commune de Cargiaca est située en Alta Rocca.
Elle forme l'une des douze communes du canton de Tallano-Scopamène né du regroupement, en 1973, des cantons de Santa-Lucia-di-Tallano et de Serra-di-Scopamène.
Les communes les plus proches sont Loreto-di-Tallano à 4,9 km, Zérubia à 8,1 km et Aullène à 10 km.
Cargiaca se trouve à environ 30 minutes de Propriano et Sartene, les deux communes les plus importantes à proximité.
Le territoire communal se déploie, sur une superficie de 787 hectares, sur la rive droite du Chiuvone ou Scopamene, affluent du Rizzanese.
Caractérisé par un paysage granitique profondément entaillé par la rivière qui se resserre en gorge et par une agglomération principale implantée à environ 400 mètres d'altitude, il garde encore l'empreinte des cultures de vergers disposées en terrasses qui constituèrent du XIXe siècle au lendemain de la Première Guerre mondiale, l'une des activités principales des habitants de cette commune.
Au nord de la commune, le point culminant nommé "Punta di u Carbone" dépasse de peu les mille mètres d'altitude.
Le hameau de "Zizzi" ne compte plus qu'une seule maison périodiquement habitée.

## Urbanisme

### Typologie
Au 1er janvier 2024, Cargiaca est catégorisée commune rurale à habitat très dispersé, selon la nouvelle grille communale de densité à sept niveaux définie par l'Insee en 2022.
Elle est située hors unité urbaine. Par ailleurs la commune fait partie de l'aire d'attraction d'Ajaccio, dont elle est une commune de la couronne,. Cette aire, qui regroupe 79 communes, est catégorisée dans les aires de 50 000 à moins de 200 000 habitants,.

### Occupation des sols
L'occupation des sols de la commune, telle qu'elle ressort de la base de données européenne d’occupation biophysique des sols Corine Land Cover (CLC), est marquée par l'importance des forêts et milieux semi-naturels (86,9 % en 2018), une proportion identique à celle de 1990 (86,9 %). La répartition détaillée en 2018 est la suivante : 
forêts (64,5 %), milieux à végétation arbustive et/ou herbacée (11,7 %), espaces ouverts, sans ou avec peu de végétation (10,7 %), prairies (9,7 %), zones agricoles hétérogènes (3,4 %). L'évolution de l’occupation des sols de la commune et de ses infrastructures peut être observée sur les différentes représentations cartographiques du territoire : la carte de Cassini (XVIIIe siècle), la carte d'état-major (1820-1866) et les cartes ou photos aériennes de l'IGN pour la période actuelle (1950 à aujourd'hui).

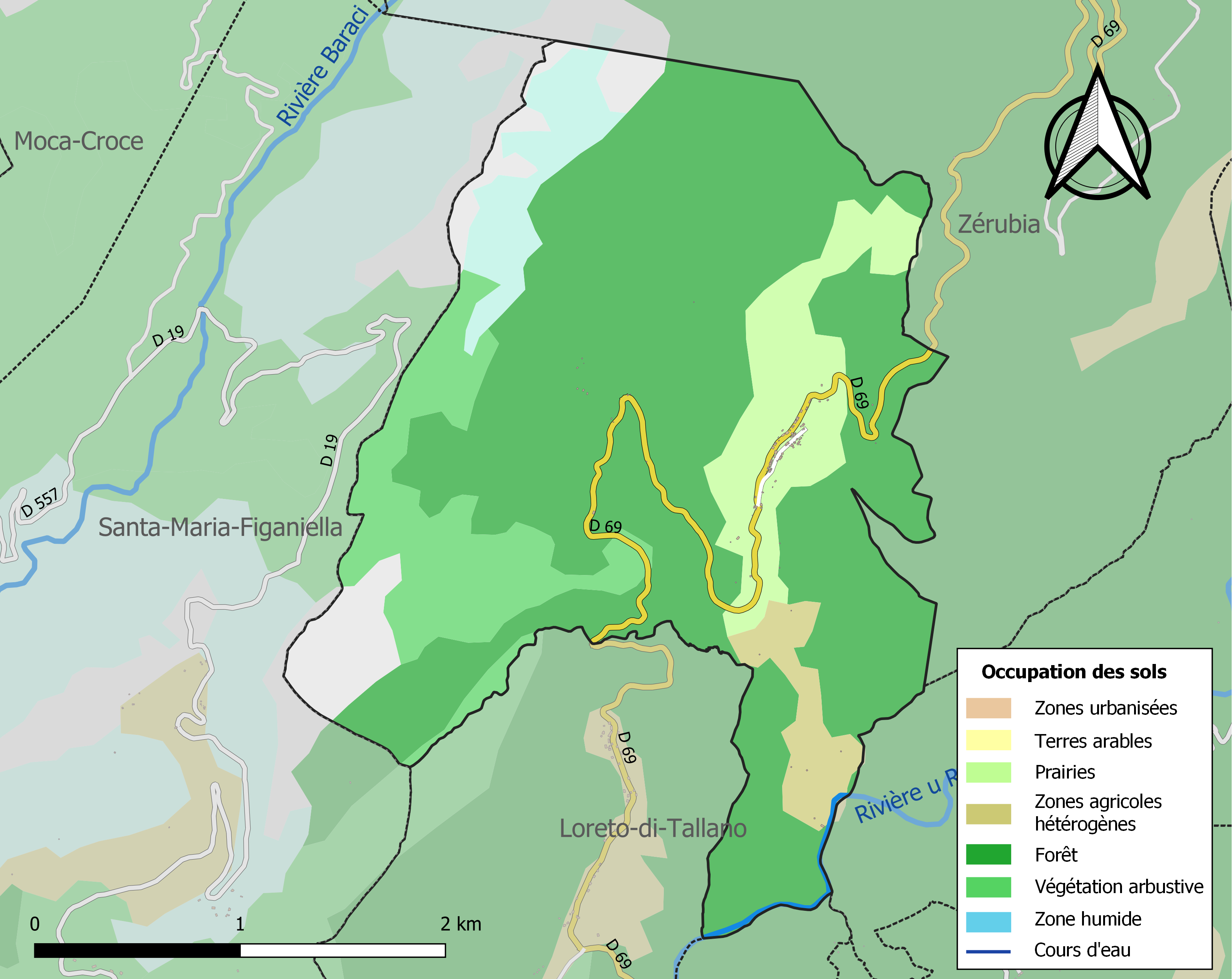
Carte des infrastructures et de l'occupation des sols de la commune en 2018 (CLC).

## Histoire

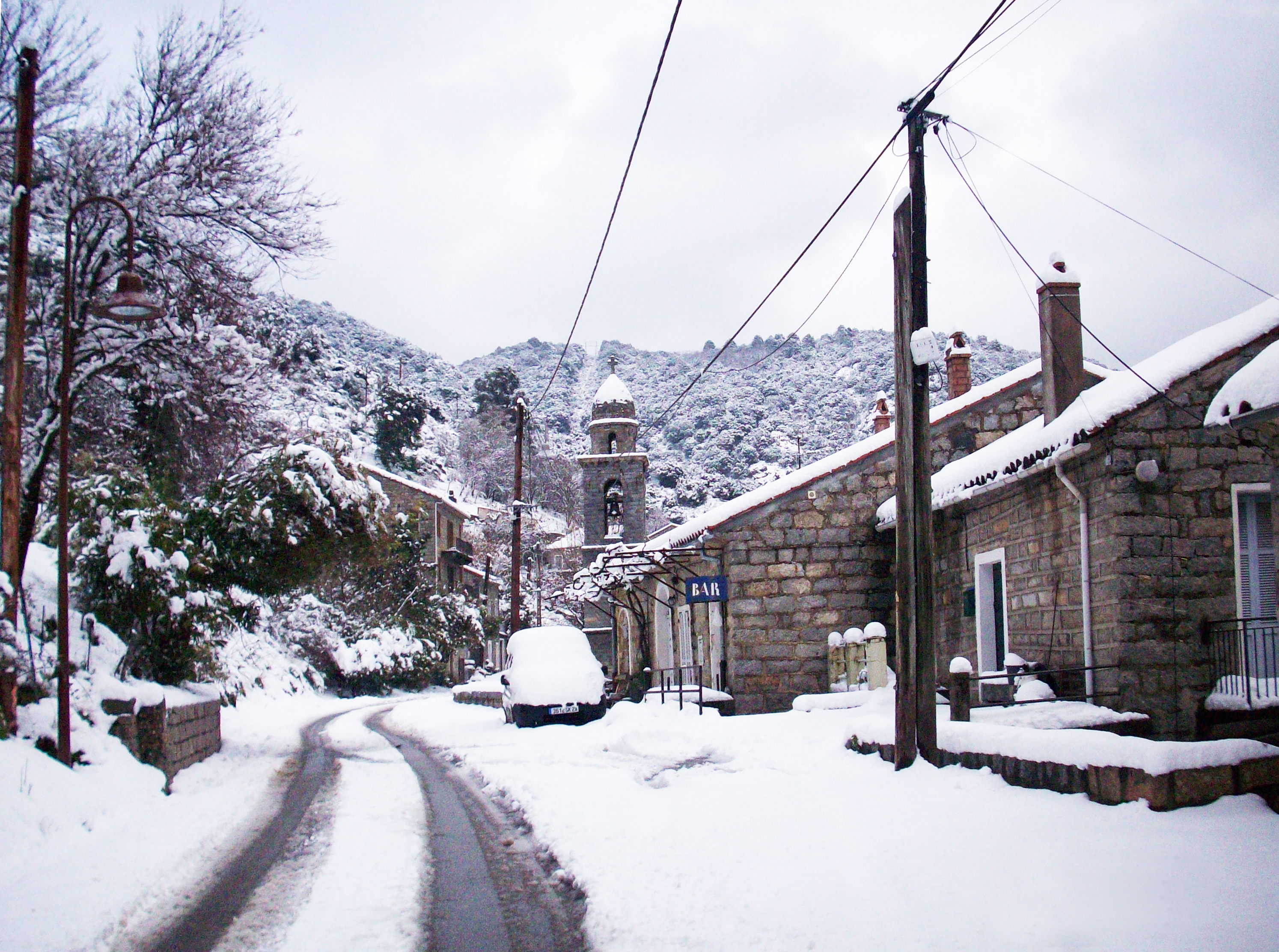
Cargiaca, en février 2013.

Cargiaca localité dépendait au Moyen Âge de la seigneurie de la Rocca et de la circonscription ecclésiastique ou piève de Tallano.
Elle est mentionnée par monseigneur Giustiniani, évêque de Nebbio, dans son ouvrage "Dialoguo nominato Corsica", paru en 1531, parmi les seize lieux habités du Tallano.
Comptant 147 habitants en 1770, Cargiaca connait ensuite, du XIXe siècle au lendemain de la Première Guerre mondiale, une expansion démographique concomitante d'un essor économique lié, en particulier, au développement de l'élevage et de l'oléiculture (la commune comptait au cours de cette période sept moulins à huile à manège). Les "Casone"(grandes maisons) du village témoignent aujourd'hui de cette vitalité économique passée.
Alors que 206 habitants sont recensés en 1806, 292 le sont en 1851, 529 en 1891 et 539 en 1926. La population ne cessera ensuite de décroître pour atteindre son seuil le plus bas en 1999 avec 49 habitants.
Selon la légende, le hameau de "Zizzi" tiendrait son nom du général Zizzoli qui, lors d'une bataille, y aurait enfoui un trésor.
Dans la nuit du 6 au 7 septembre 1994 le village a subi un séisme de magnitude 2 sur l'échelle de Richter.

## Culture locale et patrimoine

### Lieux et monuments
Les monuments et les bâtiments du village ont la caractéristique d’être pour la plupart en pierre de taille de granite.
- L'église Saint-Paul et son clocher érigés au XIXe siècle se trouvent au cœur du village.

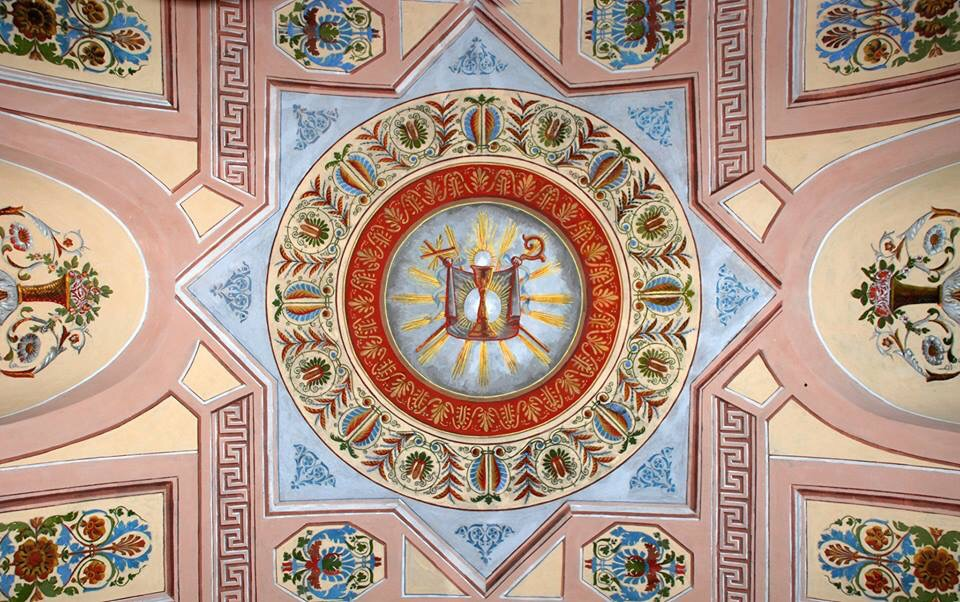
Fresque de l'église de Cargiaca

- "A funtana di a Capedda" est une fontaine se trouvant à la sortie du village. La source est couverte par une voûte en pierre de taille de granite.
- La "Rocca" est un rocher se dressant au-dessus du village. Selon la légende un château nommé "Castellu Della Rocca" s'y élevait. C'est sur ce rocher que domine le calvaire du village installé par ses habitants.

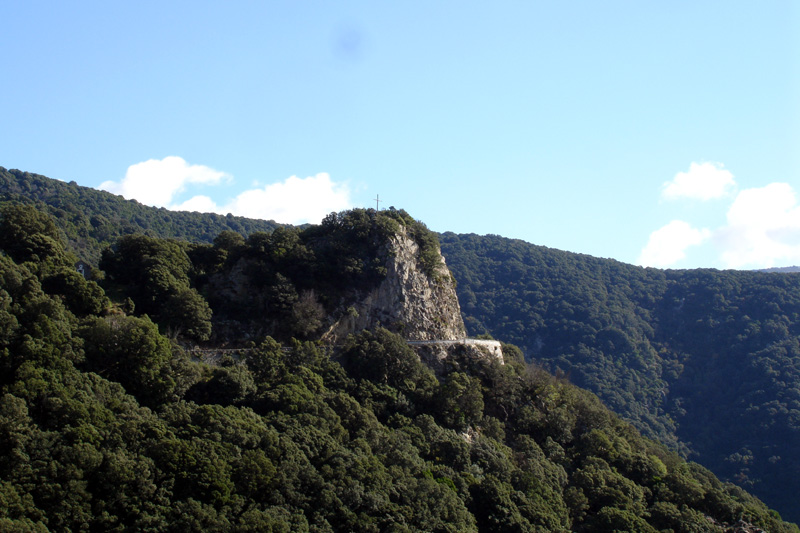
A Rocca qui surplombe le village

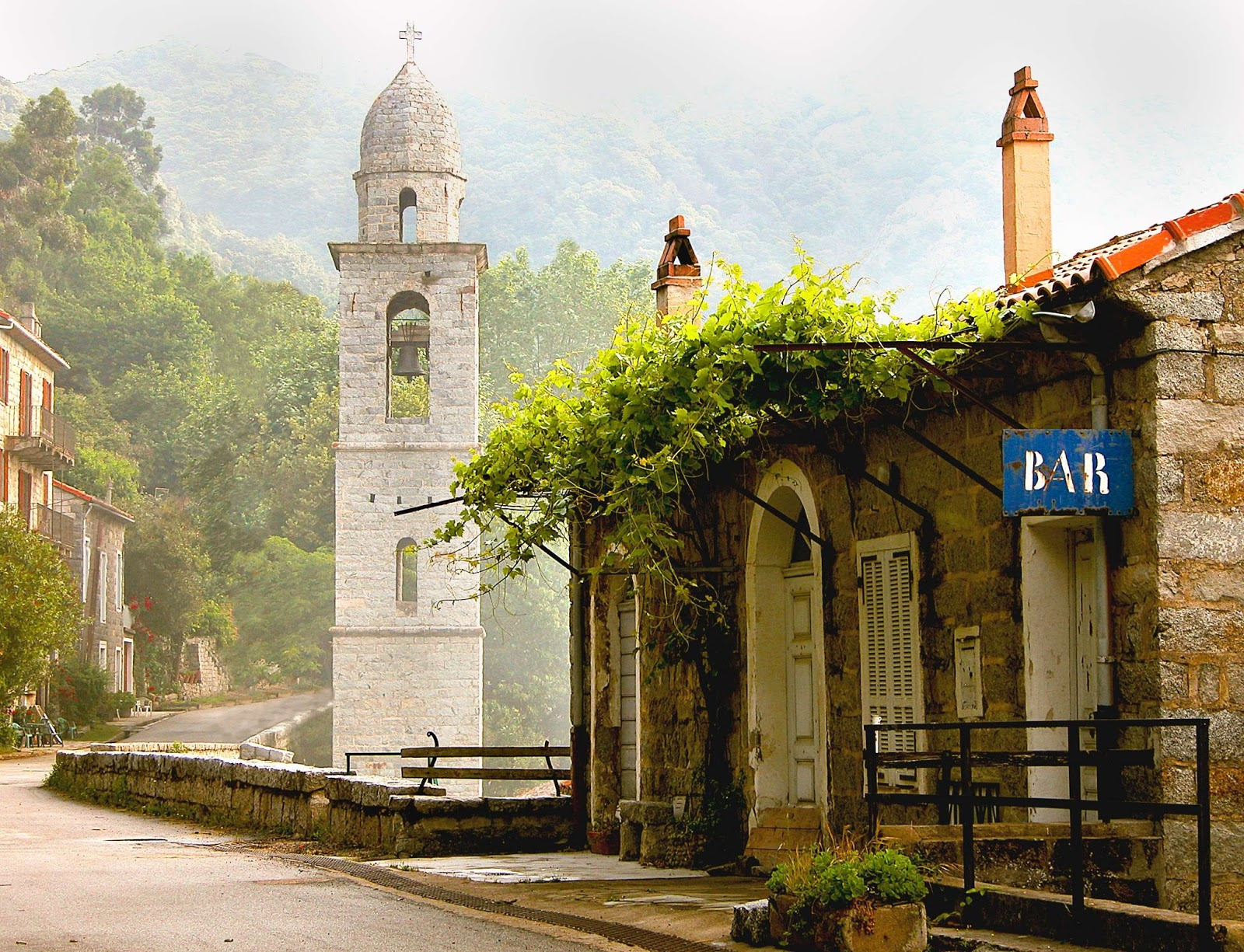
Clocher du village

### Manifestations culturelles et festivités
La fête patronale de la Saint-Paul est célébré tous les 30 juin. Encrage catholique, tradition et partage se mêlent pour perpétuer cet événement qui réunie tous les habitants du village.
À la suite d'une messe dans l'église St Paul, les trois cloches sonnées à la volée accompagnent la procession du saint, porté à bras, qui emprunte toutes les rues et voies du village.
Enfin, les habitants se réunissent traditionnellement sur la place du monument pour partager un moment de convivialité.

### Personnalités liées à la commune
- Dominique Lucchini (1919-2002) dit "Ribellu", grand résistant qui s'illustra durant la Seconde Guerre mondiale, est né en 1919 à Cargiaca[7]

## Activités
- Randonnée : Le village est entouré de nombreux sentiers pédestres permettant notamment de rejoindre les villages de la vallée.
- Rivière : Le Chiuvone passe en dessous du village.

## Tourisme
- Locations de vacances  sur la commune.

## Politique et administration
| Période | Période  | Identité                   | Étiquette | Qualité |
| ------- | -------- | -------------------------- | --------- | ------- |
|         | 1989     | Michel de Rocca Serra      |           |         |
| 1989    | 1995     | Don Jacques de Rocca Serra |           |         |
| 1995    | 2001     | Don Jacques de Rocca Serra |           |         |
| 2001    | 2008     | Don Jacques de Rocca Serra |           |         |
| 2008    | 2014     | Don Jacques de Rocca Serra |           |         |
| 2014    | En cours | Don Jacques de Rocca Serra | UMP-LR    | Cadre   |

La commune est membre de la communauté de communes de l'Alta Rocca.
Don Jacques de Rocca Serra, maire depuis 1989, est également président du Groupe d'action locale Sud Corse (GAL).

## Population et société

### Démographie
L'évolution du nombre d'habitants est connue à travers les recensements de la population effectués dans la commune depuis 1800. Pour les communes de moins de 10 000 habitants, une enquête de recensement portant sur toute la population est réalisée tous les cinq ans, les populations de référence des années intermédiaires étant quant à elles estimées par interpolation ou extrapolation. Pour la commune, le premier recensement exhaustif entrant dans le cadre du nouveau dispositif a été réalisé en 2008.

En 2022, la commune comptait 62 habitants, en évolution de +14,81 % par rapport à 2016 (Corse-du-Sud : +7,61 %, France hors Mayotte : +2,11 %).
| 1800 | 1806 | 1821 | 1831 | 1836 | 1841 | 1846 | 1851 | 1856 |
| ---- | ---- | ---- | ---- | ---- | ---- | ---- | ---- | ---- |
| 129  | 205  | 239  | 247  | 240  | 262  | 276  | 292  | 274  |

| 1861 | 1866 | 1872 | 1876 | 1881 | 1886 | 1891 | 1896 | 1901 |
| ---- | ---- | ---- | ---- | ---- | ---- | ---- | ---- | ---- |
| 303  | 333  | 376  | 344  | 441  | 362  | 529  | 506  | 534  |

| 1906 | 1911 | 1921 | 1926 | 1931 | 1936 | 1946 | 1954 | 1962 |
| ---- | ---- | ---- | ---- | ---- | ---- | ---- | ---- | ---- |
| 450  | 529  | 512  | 539  | 521  | 526  | 511  | 304  | 124  |

| 1968 | 1975 | 1982 | 1990 | 1999 | 2006 | 2008 | 2013 | 2018 |
| ---- | ---- | ---- | ---- | ---- | ---- | ---- | ---- | ---- |
| 122  | 100  | 90   | 69   | 49   | 57   | 59   | 53   | 57   |

| 2022 | - | - | - | - | - | - | - | - |
| ---- | - | - | - | - | - | - | - | - |
| 62   | - | - | - | - | - | - | - | - |

## Pour approfondir